# Префектура Аоморі
Префектура Аоморі (яп. 青森県, あおもりけん, МФА: [a.omoɾʲi keɴ]?) — префектура в Японії, в регіоні Тохоку.  Розташована в північно-східній частині острова Хоншю, на березі Тихого океану та Японського моря, сполучених Цуґарською протокою. Адміністративний центр префектури — Аоморі. Межує з префектурами Акіта й Івате, а також Хоккайдо по морю. Заснована 1871 року на основі північної частини провінції Муцу, батьківщини стародавніх племен еміші. Площа становить 9644,54 км². Станом на 1 серпня 2011 року в префектурі мешкало 1 363 711 осіб. Густота населення складала 141 осіб/км². Основою економіки є сільське господарство, зокрема вирощування яблук. На території префектури розташовані вулканічне озеро Товада, вулканічна гряда Хаккода, а також гори Шіракамі — об'єкт Світової спадщини ЮНЕСКО. Серед культурних пам'яток — археологічна стоянка Саннай Маруяма — найбільше поселенням в Японії епохи неоліту, руїни середньовічного замку Хіросакі та нічні паради небута з величезними ліхтарями-фігурами. Умовно поділяється на три основі урбаністичні зони: політико-адміністративний центр Аоморі, промислово-господарчий район Хачінохе та культурно-історичний район Хіросакі.

## Географія

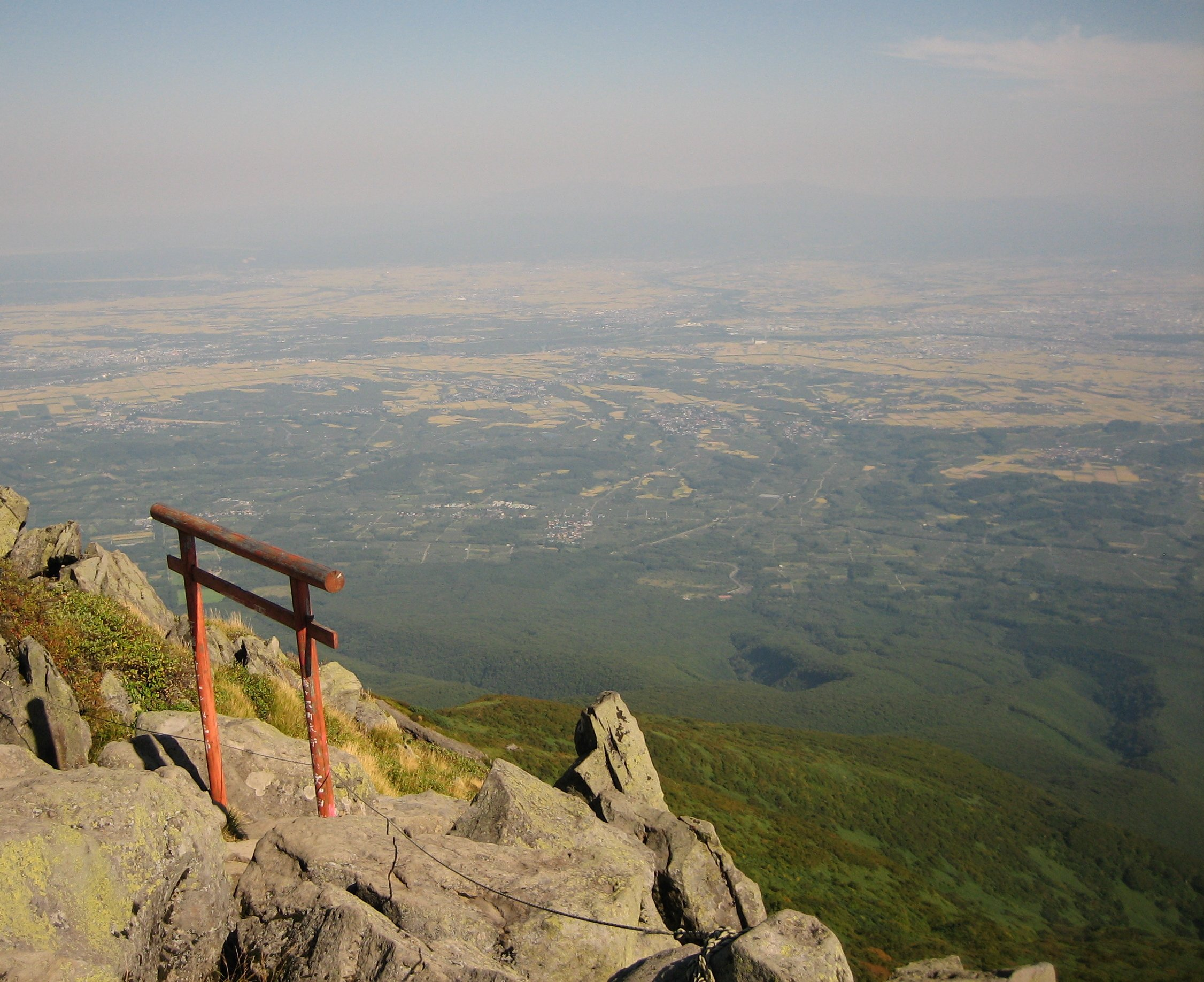
Краєвид рівнини Цуґару з гори Івакі, яку часто називають «Цуґарською Фудзі».

Топографічна мапа префектури Аоморі

Префектура Аоморі розташована на північному краю острова Хонсю, в регіоні Тохоку. На півдні вона межує з префектурами Акіта й Івате, а на півночі відокремлена Цуґарською протокою від острова і префектури Хоккайдо. З заходу Аоморі омивають води Японського моря, а зі сходу — Тихий океан.
Площа префектури Аоморі становить близько 9607,05 км², за винятком 60 км² озера Товада. Вона дорівнює 2,5% усієї площі Японії і посідає 8-е місце у країні за площею серед інших префектур.
В Аоморі переважає гірський рельєф. У центральній частині префектури проходить хребет гір Оу, що постягаються з півночі на південь, а в західній частині, на кордоні з префектурою Акіта, пролягають занесені до Світової спадщини ЮНЕСКО гори Шіракамі, які є продовженням гірського масиву Дева. Понад 66% території префектури вкриті лісами. Найвищою точкою на теренах Аоморі є гора Івакі — 1 625 м над рівнем моря.
Найбільшою низиною префектури є Цуґарська рівнина. Крім неї, існують також менші за розмірами рівнина Аоморі, низина Муцу та низина Оґавара.

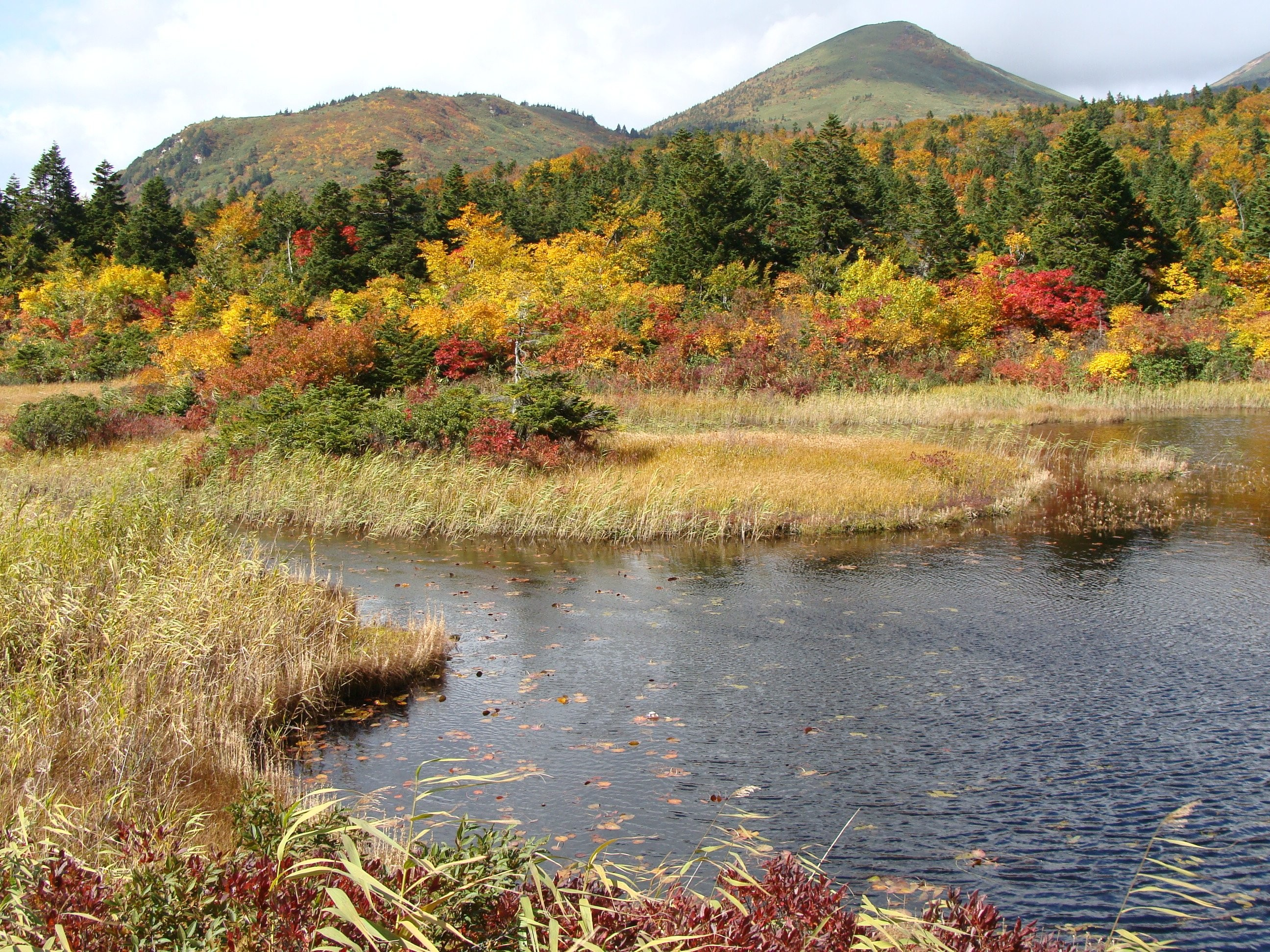
Болота у підніжжя вулканної гряди Хаккода у центральній частині префектури.

У східній частині префектури розташовано видовжений сокироподібний півострів Сімокіта, у західній — півострів Цуґару, а центральній — невеликий півострів Нацудомарі. Обриси перших двох півостровів утворюють затоку Муцу, яка з'єднується на північному заході з Цуґарською протокою через протоку Тайрадате.
На південному кордоні з префектурою Акіта знаходиться озеро Товада — унікальна водойма у кратері вулкана, а у основи півострова Сімокіта, з тихоокеанської сторони, розміщене озеро Оґавара.
На території префектури розташовано ряд заповідників і парків різних рівнів — це Національний заповідник вулканічної гряди Товада-Хатімантай, субнаціональні парки півострова Сікокіта і району Цуґару, а також 8 парків префектурного рівня.
Клімат в Аоморі помірний. Гори Оу поділяють префектуру на дві субкліматичні зони — східну або тихоокеанську і західну. Остання характеризується великою кількістю опадів, особливо взимку. Літо в Аоморі прохолодне порівняно з іншими префектурами Японії. Щорічна середня температура за останні 50 років становить 11,1 °C, а середня кількість опадів — близько 1300—1400 мм.

## Історія

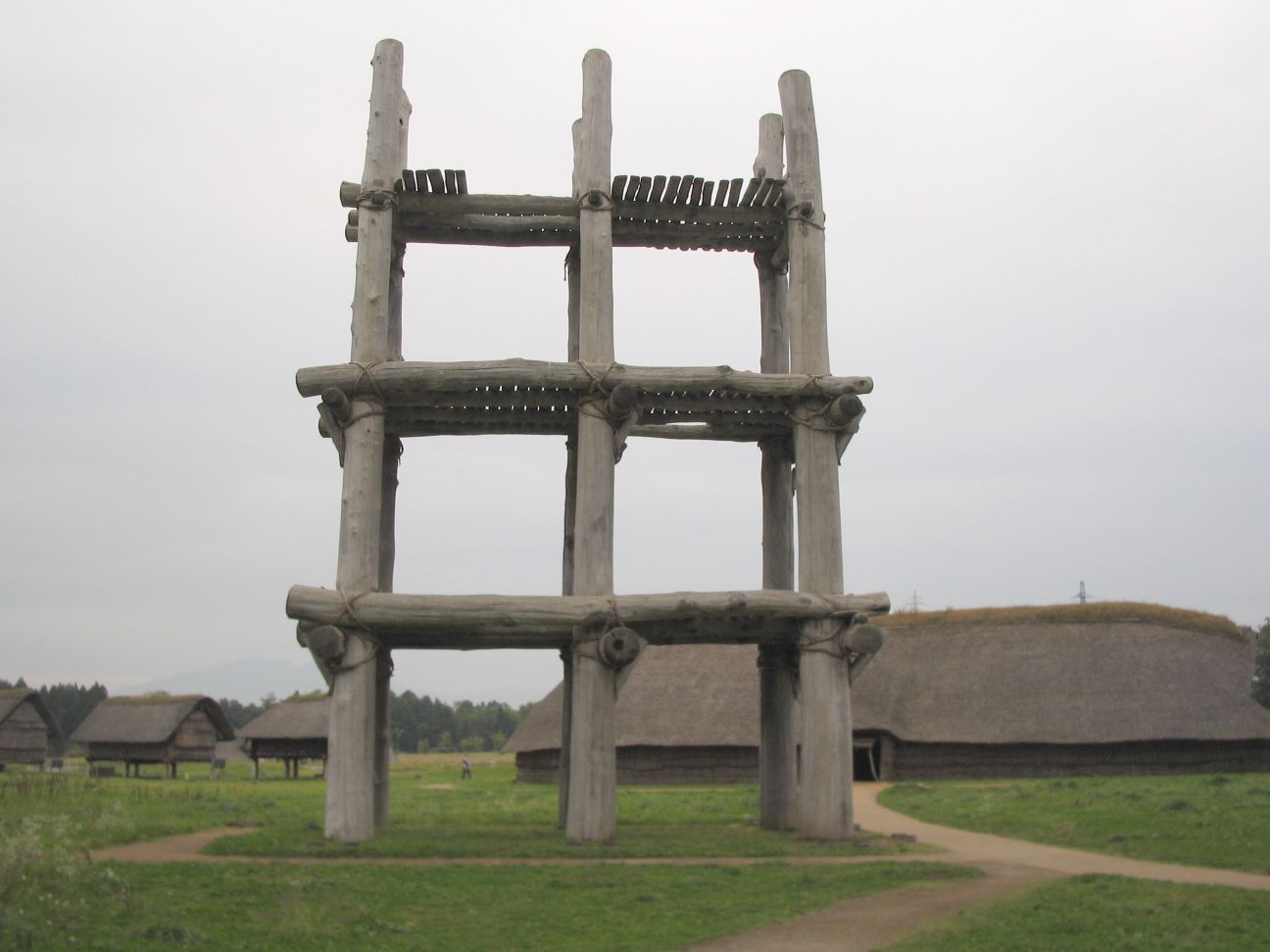
Стоянка Саннай Маруяма — найбільше поселення періоду Джьомон на Японському архіпелазі.

Землі сучасної префектури Аоморі були заселені ще в палеоліті. Через неї пролягав північний міграційний шлях первісних людей з материка до Японії. У період Джьомон (12 000 до Р. Х. — 300 до Р.Х.) місцеві мешканці стали творцями мисливсько-збиральницької культури, про що свідчать знайдений археологами матеріал зі стоянок і городищ Саннай Маруяма, Камеґаока та інших. У період Яйой (300 до Р.Х. — 300) на території Аоморі поширилося рисівництво, проте несприятливі кліматичні умови для його підтримання спричинили занепад нової господарської культури і, ймовірно, відтік населення у південні райони.
До 11 століття округа Аоморі належала автохтонним племенам еміші, нащадкам джьомонівської популяції, але згодом була підкорена яматоськими завойовниками, пращурами більшої частини сучасних японців. Хоча багато еміші загинули у боротьбі за незалежність, їхня знать визнала верховенство Імператора Японії і була включена у коло японської провінційної аристократії.
Протягом раннього середньовіччя найвпливовішим володарем на території сучасної Аоморі був рід Абе, представник японізованої емішійської еліти. Голови цього роду брали участь у самурайських міжусобицях 1051—1062 і 1083—1087 років у північній Японії, контролювали невеликий наділ на півдні острова Хоккайдо і завідували торгівлею з айнами.
У 13 столітті, після утвердження Камакурського сьоґунату, монополія Абе в Аоморі була порушена. Центральна влада передала південно-східні землі сучасної префектури самураям роду Намбу. Протягом 15 — 16 століть, у результаті безперервних воєн, вони відтіснили Абе не північ, зайнявши більшу частину Аоморі. Проте у 2-й половині 16 століття проти роду Намбу повстав його васал Оура Таменобу, також відомий як Цуґару Таменобу, який завоював західні землі сучасної префектури з центром у Цуґарській рівнині.

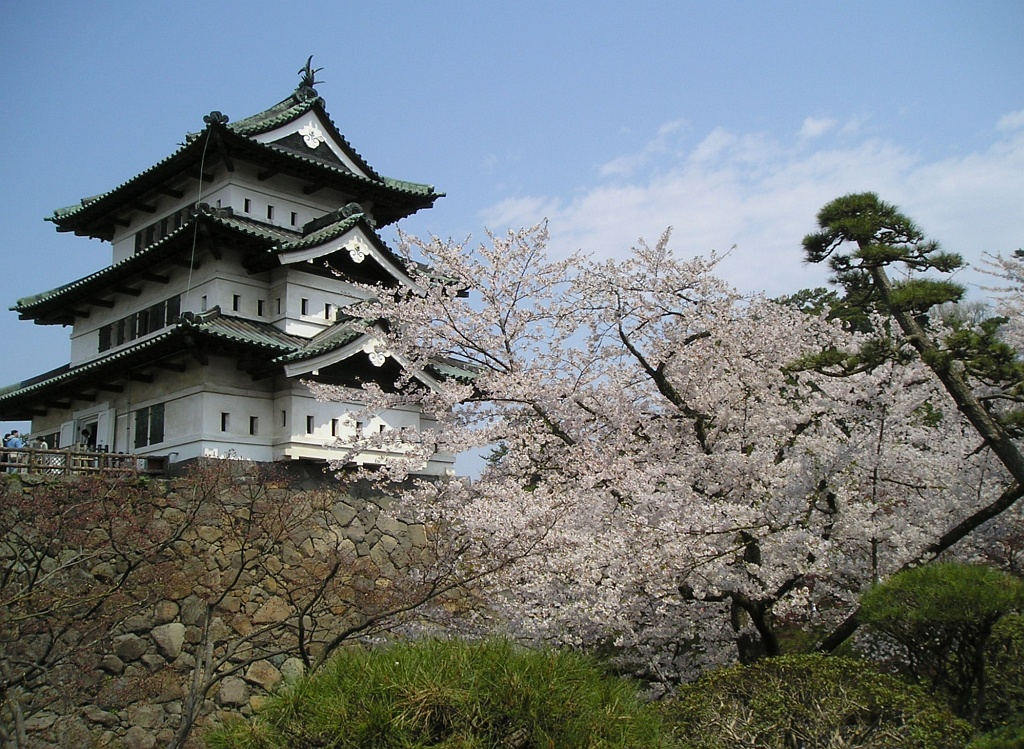
Замок Хіросакі — головна цитадель міста Хіросакі, колишня резиденція роду Цуґару.

Політичний поділ Аоморі на східну і західну частини між родами Намбу і Цуґару був закріплений у 17 столітті з оформленням Едоського сьоґунату. На її території постало два автономних утворення: Моріока-хан на сході, та Хіросакі-хан на заході. Вони проіснували до середини 19 століття, впродовж цілого періоду Едо. Окрім цих великих ханів, на в Аоморі також зберігалися малі хани з центрами у Хатінохе, Сітінохе та Куроїсі.
Після реставрації в Японії прямого імператорського правління у 1868 році розпочалася війна між старим сьоґунатівський та новим монархічним режимами, в яку вступили Моріока-хан та Хіросакі-хан. Останній підтримував імператорські сили і здобув перемогу у 1869 році. За заслуги у цій війні уряд утворив на основі Хіросакі-хану префектуру Хіросакі, яку в вересні 1871 року перейменував на префектуру Аоморі. Остаточно кордони цієї префектури оформилися у 1876 році.
У другій половині 19 — 20 столітті префектура Аоморі відігравала роль військово-промислового центру Японської імперії. У місті Хіросакі розквартировувалась 8 дивізія Імперської Армії Японії, що брала участь у Російсько-японській війні 1904—1905 років та Сибірській експедиції 1918—1924 років, а у порті Омінато існувала база Імперського флоту Японії. Через своє старегічне значення префектура зазнала сильних бомбардувань авіації США під час Другої світової війни.
Після 1945 року Аоморі продовжує бути важливим військово-дослідницьким регіоном Японії. Тут знаходяться база авіації США в Місаві, заводи з переробки ядерного палива та наукові центри з вивчення та зберігання високорадіоактивних матеріалів. Розвивається також інфрастурктура і транспорт: 1988 року під Цуґарською протокою було прокладено Тунель Аоморі-Хакодате, який зв'язав префектуру Аоморі з островом Хоккайдо. З 2002 року триває будівництво залізниці швидкісного потяга Тохоку сінкансен, що зв'яже префектурний центр Аоморі зі столицею Токіо.

## Адміністративний поділ
Статистичні дані префектури Аоморі з площі подано на 1 жовтня 2007, з населення — на 1 липня 2008. (Площа — км², Густота — осіб/км²)

## Демографія
За даними перепису, проведеного 1 жовтня 2005 року, населення префектури Аоморі становило 1 436 657 мешканців, а густота населення — 154 осіб/км². Це 28-а за кількістю населення префектура Японії.
За приблизними підрахунками, проведеними префектруною адміністрацією Аоморі, населення префектури на 1 жовтня 2007 становить близько 1 395 953 осіб, а густота населення — 145,3 осіб/км².
Аоморі належить тих до префектур Японії, які мають високі показники скорочення населення.

## Економіка
Найрозвиненішим сектором економіки префектури Аоморі є первинний — сільське господарство, лісництво та рибальство. Така структура економіки характерна для більшості адіміністративних одиниць регіону Тохоку.

### Первинний сектор економіки

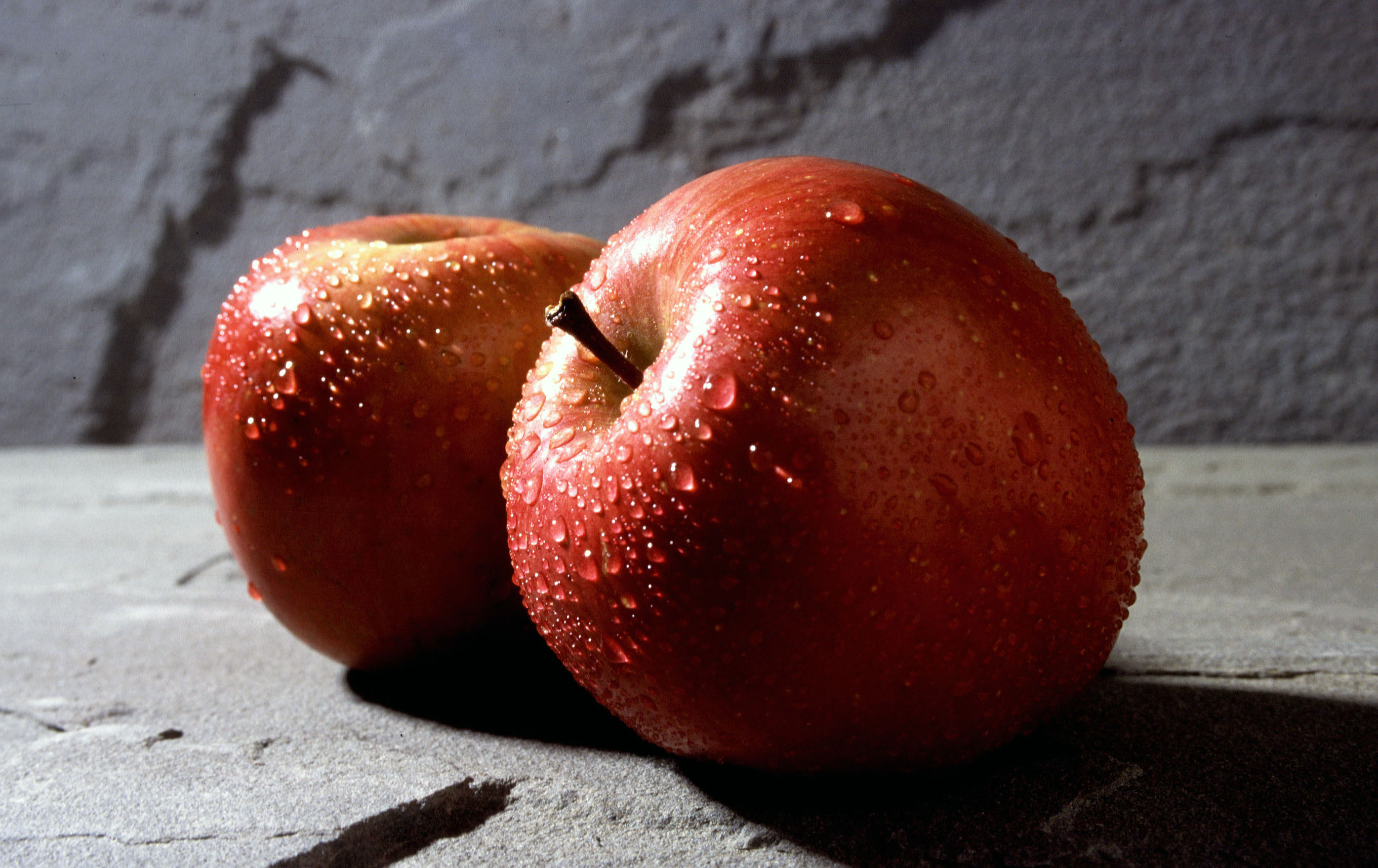
Префектура Аоморі — лідер на загальнояпонському ринку яблук.

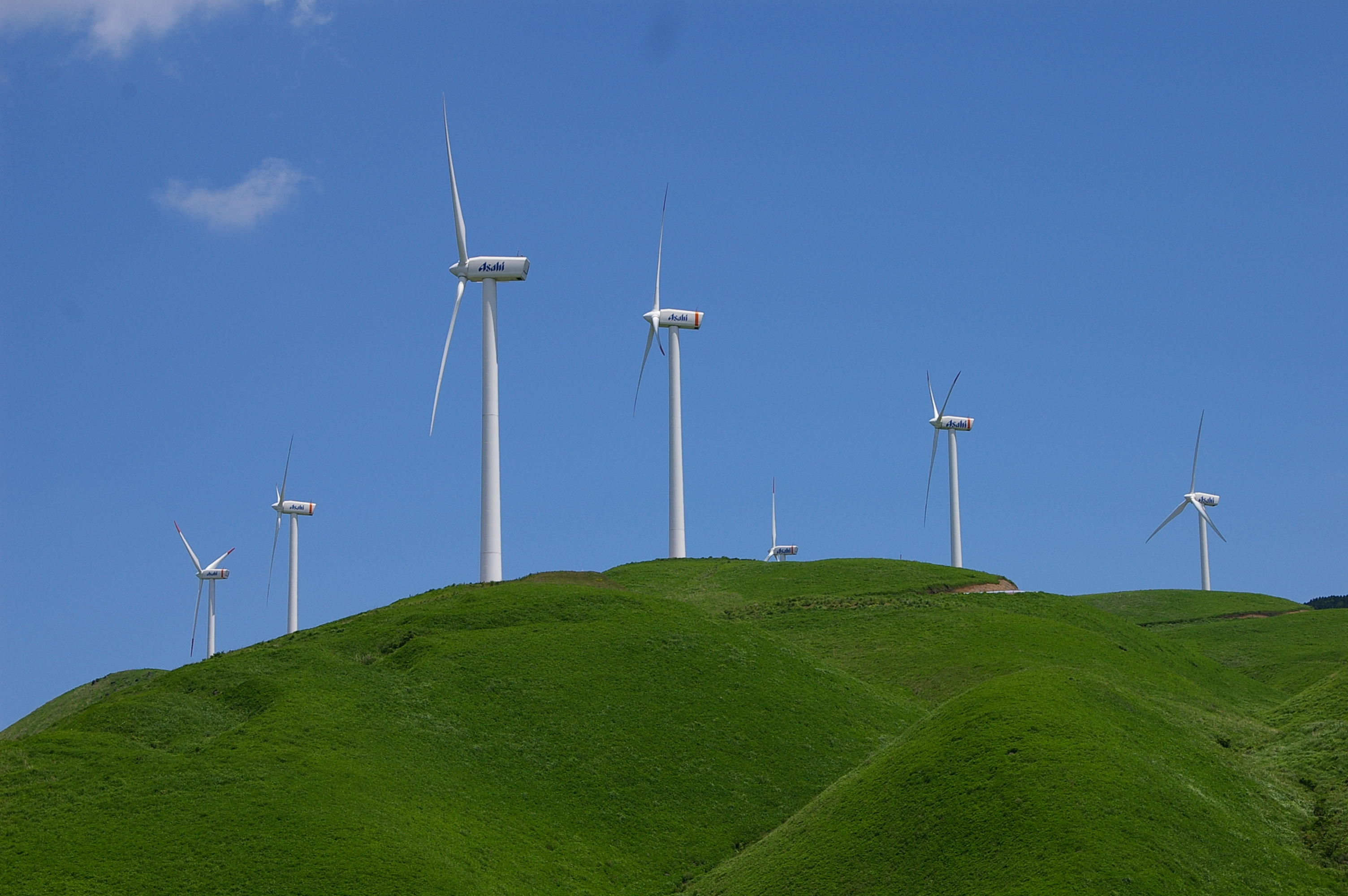
В Аоморі розташовано багато вітрових електростанцій.

Аоморі посідає перше місце за зборами врожаю яблук в Японії — близько половини усіх японських яблук вирощуються на території префекутри. Центром їх вирощування є район Цуґару з містом Хіросакі. Він також служить місцем розведення рису та інших злакових культур. На тихоокеанському узбережжі розвинено вирощування овочів та скотарство.
В Аоморі також розвинене лісництво. Понад 640 тисяч га території префектури займають ліси. В районі Цуґару і півострова Сімокіта поширений японський туєвик, в горах Хаккода і Шіракамі — бук, а на тихоокеанському узбережжі — червоні сосни. Близько 200 тисяч гектарів усіх зелених насаджень префектури займає японська криптомерія, також відома як японський кедр. Він становить 37% експорту деревини з префектури.
Рибальство також посідає важливу роль у господарстві Аоморі. Місцеві мешканці займаються розведенням і виловом приморського гребінця, лосося, параліхта та абалона.

### Вторинний сектор економіки
В Аоморі найрозвиненіша хімічна промисловість, а саме галузь спрямована на переробку та утилізацію промислових відходів. З 1990-х років набувають розвитку високі технології. В префектурі розміщена найбільша в Японії кількість вітрових електростанцій.
У префектурі також виготовляють традиційні ремісничі вироби, які мають багатовікову історію. Найвідомішими з них є цуґарські лаковані вироби.

### Третинний сектор економіки
Послуги і комерція розвинені у великих містах префектури — Аоморі, Хіросакі та Хатінохе.

## Освіта
- Хіросацький університет